# 設得蘭板塊

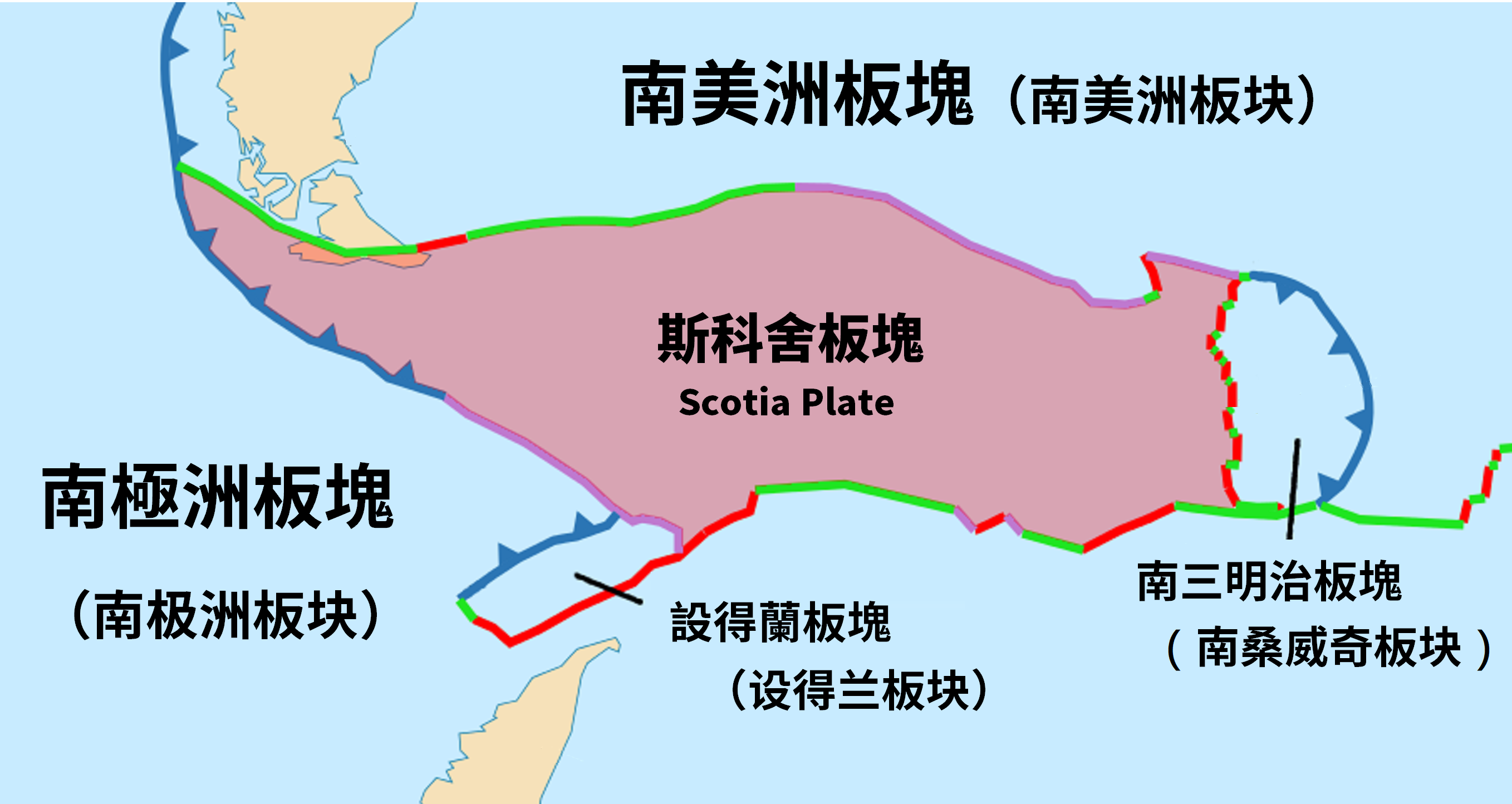
設得蘭板塊與鄰近板塊

設得蘭板塊（Shetland Plate）是南極半島尖端附近的小型板塊，除了東北面是斯科舍板塊外，其餘邊緣與南極洲板塊相接，西面邊緣的隱沒帶形成南設得蘭群島。